# Chalifa ibn Harub ibn Thuwaini

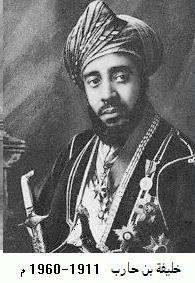
Sultan Khalifa ibn Harub

Sayyid Chalifa ibn Harub ibn Thuwaini al-Busaid (* 26. August 1879 in Maskat; † 9. Oktober 1960 in Stone Town, Sansibar) (arabisch خليفة بن حارب البوسعيد, DMG Ḫalīfa b. Ḥārub al-Būsaʿīd; auch Chalifa) war Sultan des britischen Protektorats Sansibar von 1911 bis 1960. Zur Unterscheidung von seinem Großonkel Chalifa ibn Said wurde Chalifa ibn Harub gelegentlich auch als Chalifa II. betitelt.
Chalifa war Enkel des Sultans Thuwaini ibn Said von Oman, Neffe des Sultans Hamid ibn Thuwaini von Sansibar und Schwiegersohn des Sultans Hammud ibn Muhammad ibn Said. Chalifa war Cousin, Schwager und Nachfolger des Sultans Ali ibn Hammud und regierte Sansibar vom 9. Dezember 1911 bis zu seinem Tode.
Der kränkelnde und an Sansibar wenig interessierte Ali hatte Chalifa 1911 die Regentschaft überlassen, den Sultanstitel aber behalten und sich nach Frankreich zurückgezogen, wo er 1918 starb. Chalifa setzte sich gegen zwei Thronbewerber durch – gegen Alis 1907 geborenen Sohn Sayyid Saud ibn Ali und gegen den 1896 gestürzten, aber weiterhin vom Deutschen Reich unterstützten Sultan Chalid ibn Barghasch.
An der Seite der Kolonialmacht Großbritannien führte Chalifa am 5. August 1914 das Sultanat Sansibar in den Ersten Weltkrieg gegen das Deutsche Reich und am 20. August gegen Österreich-Ungarn, woraufhin der deutsche Kreuzer Königsberg am 20. September 1914 einen im Hafen von Sansibar liegenden britischen Kreuzer angriff und versenkte. Auch in den Zweiten Weltkrieg führte Chalifa das Sultanat auf britischer Seite gegen Deutschland. In beiden Weltkriegen hatte Deutschland Ansprüche auf Sansibar erhoben.
Obwohl Chalifa 1927 die beratende Versammlung durch ein Parlament ersetzt hatte, änderte es an der Allmacht des britischen Vertreters im Lande nicht viel. Im Laufe seiner langen Regentschaft erhielt er zahlreiche Auszeichnungen von der britischen Kolonialmacht, so wurde er z. B. 1935 Knight Grand Cross des Order of the British Empire, 1936 des Order of St. Michael and St. George und 1956 des Order of the Bath.
Als Sultan folgte ihm 1960 im „Afrikanischen Jahr“ sein Sohn Abdullah ibn Chalifa nach.